# Tiszapolgarska kultura
Tiszapolgarska kultura je eneolitička kultura rasprostranjena istočno od plavnog područja rijeke Tise u Mađarskoj do zapadne Transilvanije, na sjeveru do izvora rijeka Tise i Bodrog, a na jugu do Dunava između Beograda i Đerdapa. Prema dostupnim podacima radiokarbonskom datacijom, kronološki se smješta na sam početak eneolitika na području današnje istočne Mađarske, tj. otprilike između 4400. i 3700. g. pr. Kr. do između 4500. i 4000. godine pr. Kr.
Iako je korištenje bakra kao sporedne sirovine bilo poznato i u ranijim neolitičkim kulturama, tek je tiszapolgarska prva eneolitička kultura na području jugoistočne Europe, jer tek u njeno vrijeme bakar postaje gospodarski važna sirovina.

## Nastanak
Tisapolgarska kultura nastaje na temeljima prethodnih kasnoneolitičkih kultura: Herpaly-Csöszhalom preko prototisapolgarske kulture.

## Regionalne skupine
Tisapolgarska se kultura jasno može razdijeliti u četiri lokalne skupine.
- Lučky u današnjoj Slovačkoj - smještena u blizini rudonosnih gora, centar metalurgije,
- Tiszaug - između rijeka Körös i Tise,
- Basatanya - Alföld do zapadne Transilvanije,
- Deska - donji tok rijeke Tise (Vojvodina, rumunjski Banat), poljoprivreda.

## Značajke
U gospodarstvu je primjetan odmak od neolitika u eneolitik: stočarstvo prevladava nad poljodjelstvom (dokazan uzgoj koza, ovaca i goveda). Za prehranu su još važni i lov i ribolov, no nemaju toliki značaj kao u prethodnim neolitičkim kulturama. 
Naselja tisapolgarske kulture slabo su istražena, a najčešće su smještena na plavnim područjima uz rijeke. Budući da nisu utvrđena (osim naselja Lučky sa sjeverne strane), pretpostavka je da je ovo razdoblje bilo relativno mirno. Nastambe se puno ne razlikuju od neolitičkih - nadzemne kolibe od tankih stupova i pletera. Ognjišta su pronađena isključivo izvan kuća.
Pokojnici se pokapaju u grobljima koja su redovito izvan naselja, a najčešće na nešto višoj nadmorskoj visini uz tokove rijeka. Prevladavaju kosturni ukopi, no u skupini Lučky postoje i sporadični paljevinski. Pokojnici su najčešće polagani na bokovima, orijentacije istok-zapad, a grobne jame ponekad su obložene oblutcima. U grobovima se kao prilozi mogu naći bakreni predmeti, u ženskim grobovima nakit, a vidljiva je i diferencijacija između bogato opremljenih i siromašnih grobova, što indicira izraženije društveno raslojavanje.